# Madimba (territoire)
Le Territoire de Madimba est une subdivision administrative de la province du Kongo central en république démocratique du Congo. Il a pour chef-lieu Madimba et le siège de l'administration du territoire.

## Communes
Le territoire compte deux communes urbano-rurales de moins de 80 000 électeurs.
- Inkisi (Kisantu), (7 conseillers municipaux)
- Madimba, (7 conseillers municipaux)

## Secteurs
Le territoire de Madimba est organisé en 6 secteurs et 43 groupements.
- Secteur Kinkosi-Luidi, constitué de 3 groupements : Kimfutu-Ngulu, Kinzamba et Kinzieto.
- Secteur Mfidi-Malele, constitué de 12 groupements : Kigala, Kindompolo, Kinkondongo, Kivita, Kiwembo, Malele, Mbata-Makela, Sadi-Kisanga, Tumba-Mani, Vua, Yungu, Zulu.
- Secteur Mfuma, constitué de 7 groupements : Kiangala-Na-Nsundi, Kibambi, Kimbata-Luidi, Mbamba-Kalunga, Mbamba-Kopo, Mbata-Mpangu, Mbata-Wembo.
- Secteur Ngeba, constitué de 4 groupements : Kisantu, Kiyanika, Ndembo, Nselo.
- Secteur Ngufu, constitué de 14 groupements : Boko, Buense, Kifua, Kimayulu, Kinkoko, Kinkoni, Kinsiesie, Kipako, Kitemba, Kongo-Yongo, Ndanda, Ndewa, Nlembo, Yimbi.
- Secteur Wungu, constitué de 3 groupements : Kimpemba, Kinsaku-Muanda, Kinyengo.

## Population
La population du territoire compte six tribus principales appartenant à l'ethnie Bakongo : Bambeko, Bantandu, Badikidiki, Balula, Bambata, Bankanu.